# Banc Central de l'Azerbaidjan
El Banc Central de la República de l'Azerbaidjan (en àzeri: Azərbaycan Respublikasının Mərkəzi Bankı) és el banc central o banc de reserves de l'Azerbaidjan. El seu edifici, es troba en Bakú. El gerent del banc central és Elman Rustamov.
Abans de la caiguda de la Unió Soviètica, era part del Gosbank, el banc central de la Unió Soviètica. El 18 d'octubre de 1991, Azerbaidjan va declarar la seva independència, i el nou Banc Central de la República de l'Azerbaidjan va ser establert l'11 de febrer de 1992, per decret presidencial, que oficialment se substituiran el poder azerbaidjanès de Gosplan.
L'objectiu principal del banc central de l'Azerbaidjan és el de regular la moneda en circulació, mitjançant la implementació de la política monetària, combatre la inflació i del manteniment de l'estabilitat econòmica a l'Azerbaidjan. És el responsable de l'encunyació de monedes i bitllets de curs legal, el Manat azerbaidjanès, que es va introduir el 1992.